# Elizabeth Johnson Jr.
Elizabeth Johnson Jr. (geboren um 1670 in Andover; gestorben 3. Januar 1747 ebendort) war ein Opfer der Hexenverfolgung im Essex County (Province of Massachusetts Bay) 1692/93. Im August 1692 verhaftet, wurde sie nach einem ausführlichen Geständnis im Januar 1693 als Hexe zum Tode verurteilt, aber umgehend begnadigt. Während die meisten der Verurteilten der Hexenverfolgung bereits im 18. Jahrhundert rehabilitiert wurden, übersah man offenbar Elizabeth Johnson Jr. auch bei weiteren Urteilsaufhebungen 1957 und 2001. Ihr Urteil war das letzte der Salemer Hexenprozesse, das noch Bestand hatte. Es wurde 2022 nach der Kampagne einer Klasse von Mittelschülern aus Andover aufgehoben.

## Leben

### Im Visier der Hexenverfolgung
Elizabeth Johnson, allgemein Betty genannt, lebte seit ihrer Geburt in dem Ort Andover in Essex County. Als 1692 in Salem die Hexenverfolgung einsetzte, wurden auch in den meisten anderen Orten im Essex County Menschen der Hexerei beschuldigt, allerdings weit weniger als in Salem. Lediglich in Andover erreichte die Hexenverfolgung die Ausmaße von Salem. Die Frau des Einwohners Joseph Ballard war im Sommer unerklärlich schwer erkrankt und Ballard argwöhnte Hexerei. Er holte Mitte Juli zwei der als verhext geltenden Mädchen aus Salem, die Hexerei bestätigten und einige der Bürger Andovers beschuldigten. Im Zuge der Verfolgung wurde der Kreis der Verdächtigten und Beschuldigten beständig erweitert. Die Witwe Ann Foster, selbst der Hexerei bezichtigt und mehrfach gefoltert, sprach davon, dass in der Gegend 305 Hexen lebten, um das Reich Satans zu errichten. Als ihre Enkelin Mary Lacey behauptete, dass Martha Carrier aus Andover zur „Königin der Hölle“ auserwählt sei, verschärfte sich die Stimmung weiter. Schließlich wurden in Andover mehr Menschen der Hexerei bezichtigt als in Salem. Der Historiker Richard Hite beschreibt die Stimmung in Andover als so aufgeladen, dass es eine Zeitlang als eine sinnvolle Strategie erschienen sei, Hexerei zu gestehen, um der Hinrichtung zu entgehen.
Elizabeth Johnson Jr. geriet als Enkelin von Francis Dane, einem langjährigen Priester des Ortes, ins Visier der Hexenverfolger. Die Verfolgung hatte sich auf die Nachfahren der Einwandererfamilie Ingalls konzentriert, mit der auch die Familie Carrier verwandtschaftlich verbunden war. Francis Dane war Witwer von Elizabeth Ingalls Dane und die Hexenverfolger klagten in der Folge zwei ihrer Töchter, fünf ihrer Enkel und eine Schwiegertochter an. Historiker vermuten, dass Dane als Kritiker der Hexenanklagen Argwohn erregt hatte. Auch könnten einige Einwohner es Dane missgönnt haben, dass er noch ein jährliches Gehalt von 30 Pfund bezog, obwohl er aus gesundheitlichen Gründen kaum noch predigte. Hauptsächlich dürfte aber die Verwandtschaft zu Martha Carrier die Verdächtigungen befeuert haben, da man annahm, dass Hexerei sich in mütterlicher Linie in Familien weitervererbte. Martha Carriers Mutter war eine Schwester Elizabeth Ingalls Danes, und sobald eine Frau in einer Familie unter Verdacht geriet, war es wahrscheinlich, dass weitere Frauen der Familie verdächtigt werden würden.
Francis Danes älteste Tochter Elizabeth (1643–1722) war mit Stephen Johnson (1640–1690) verheiratet gewesen, der zwei Jahre zuvor an den Pocken gestorben war und sie mit vier bis sechs Kindern – es ist unklar, ob ein 1677 geborenes Zwillingspaar 1690 noch lebte – zurückgelassen hatte. Elizabeth (Betty) war ihre älteste überlebende Tochter. Ihr Großvater Francis Dane beschrieb sie als „bestenfalls einfältig“ (simplish at the best).

### Verhaftung und Geständnis
Kurz vor dem 10. August 1692 wurde Elizabeth Johnson Jr. aufgrund einer nicht überlieferten Anzeige gemeinsam mit ihrem siebenjährigen Cousin Thomas und ihrer zehnjährigen Cousine Sarah Carrier verhaftet und von Richter Dudley Bradstreet verhört. Elizabeth Johnson Jr. bot sich aufgrund ihrer Verwandtschaft zur Familie Carrier und ihrer offenbar geistigen Behinderung als Angeklagte geradezu an. Die beiden Kinder gaben dabei zu, insgesamt drei Menschen mit Hexerei angegriffen und verhext zu haben.
Elizabeth Johnsons Geständnis vom 11. August 1692 vor Richter John Hathorne, einem der Antreiber der Hexenverfolgung, ging noch darüber hinaus. Sie gab an, seit vier Jahren Hexe zu sein und mindestens acht Menschen verhext zu haben. Martha Carrier habe sie zur Hexerei gebracht und ihr dafür einen Shilling versprochen, den sie aber nie erhalten habe. Vor drei Jahren sei sie im Brunnen der Carriers vom Teufel getauft worden und habe im Buch des Teufels unterschrieben. Sie habe in Salem das Sakrament der Hexen empfangen, wo man sich geschworen habe, das Königreich Christi zu stürzen und das des Teufels zu errichten. Sie beschuldigte weitere Menschen in Andover der Hexerei, überwiegend bereits inhaftierte Verdächtige, identifizierte aber auch mindestens einen neuen Verdächtigen. Was die Mittel ihrer Hexerei anging, zeigte Elizabeth Johnson zwei aus Lumpen und eine aus Birkenrinde gefertigte Puppen vor, die sie beim Verhexen eingesetzt habe. Auch beschrieb sie die Punkte, an denen die Dämonen angeblich an ihr gesaugt hätten.
Richard Hite gesteht zu, dass Elizabeth Johnson mit ihrem Geständnis vielleicht ihr Leben habe retten wollen. Dagegen spreche aber, dass sie die Puppen als Werkzeuge ihrer Flüche einbrachte. Er vermutet, dass sie ihr Leben lang gemobbt worden sei und möglicherweise tatsächlich geglaubt habe, mit ihren Puppen ihren Peinigern Schaden zufügen zu können. Gleichzeitig könnte sie auch jemand überredet haben, die Puppen zu zeigen, um die Ermittlungen in eine bestimmte Richtung zu lenken. Francis Dane schrieb im Januar 1693 zur Verteidigung der Verdächtigten, damals habe im Ort das Gerücht kursiert, die Geständigen würden letztlich freigelassen werden.
Der Historiker Tony Fels weist darauf hin, wie stereotyp das Geständnis Elizabeth Johnsons gewesen sei. Sie habe die meiste Schuld auf Martha Carrier abgewälzt und sich auf die bekannten Überlieferungen über Hexerei gestützt, einschließlich der Taufe durch den Satan, der ihr in Form zweier schwarzer Katzen erschienen sei. Sie behauptete, sie habe einigen ihrer Nachbarn wehgetan. Einem habe sie als unsichtbares Gespenst auf dem Bauch gesessen, anderen Nadeln in die Kleider gestochen. Einen weiteren habe sie unsichtbar mit einem Speer aus Eisen oder Holz angegriffen. Wahrscheinlich habe Elizabeth Johnson gewusst, dass die mit ihr verhafteten Kinder sie beschuldigen würden, und geglaubt, ein Geständnis würde die Chance auf eine milde Behandlung erhöhen. Tatsächlich gehörte keiner der im Zuge der Salemer Hexenverfolgung Hingerichteten zur Gruppe der Geständigen, da die Puritaner Reue hoch schätzten. Fels weist ferner darauf hin, dass sich die Angehörigen der puritanischen Gemeinden in Massachusetts aus religiösen Gründen mitunter selbst überzeugt hätten, sich mit dem Teufel eingelassen zu haben.
Für die Richter waren diese detaillierten Aussagen jedenfalls eine willkommene Offenbarung, welche die bislang eher stockenden Untersuchungen in ihren Augen entscheidend voranbrachten. Sie glaubten Elizabeths Johnsons Geständnis mehr als den Angaben ihrer Tante Abigail Dane Faulkner, die auch am 11. August im Gerichtssaal verhört worden war und jegliche Hexerei abgestritten hatte. Am 29. August wurde Elizabeths Johnsons Mutter, Elizabeth Johnson Sr., angezeigt und am 30. August gemeinsam mit ihrer elfjährigen Tochter verhaftet. Elizabeth Johnson Sr. legte ebenfalls ein Geständnis ab, in dem sie zugleich ihre Kinder der Hexerei bezichtigte. Der Historiker Emerson W. Baker kommentiert, dass es in Essex County keine Verschwörung hunderter Hexen gegeben habe. Ein paar Geschichten und Puppen hätten aber ausgereicht, um die Menschen glauben zu lassen, dass Salem vom Teufel und seinen Handlangern belagert werde.

### Prozess und Verurteilung

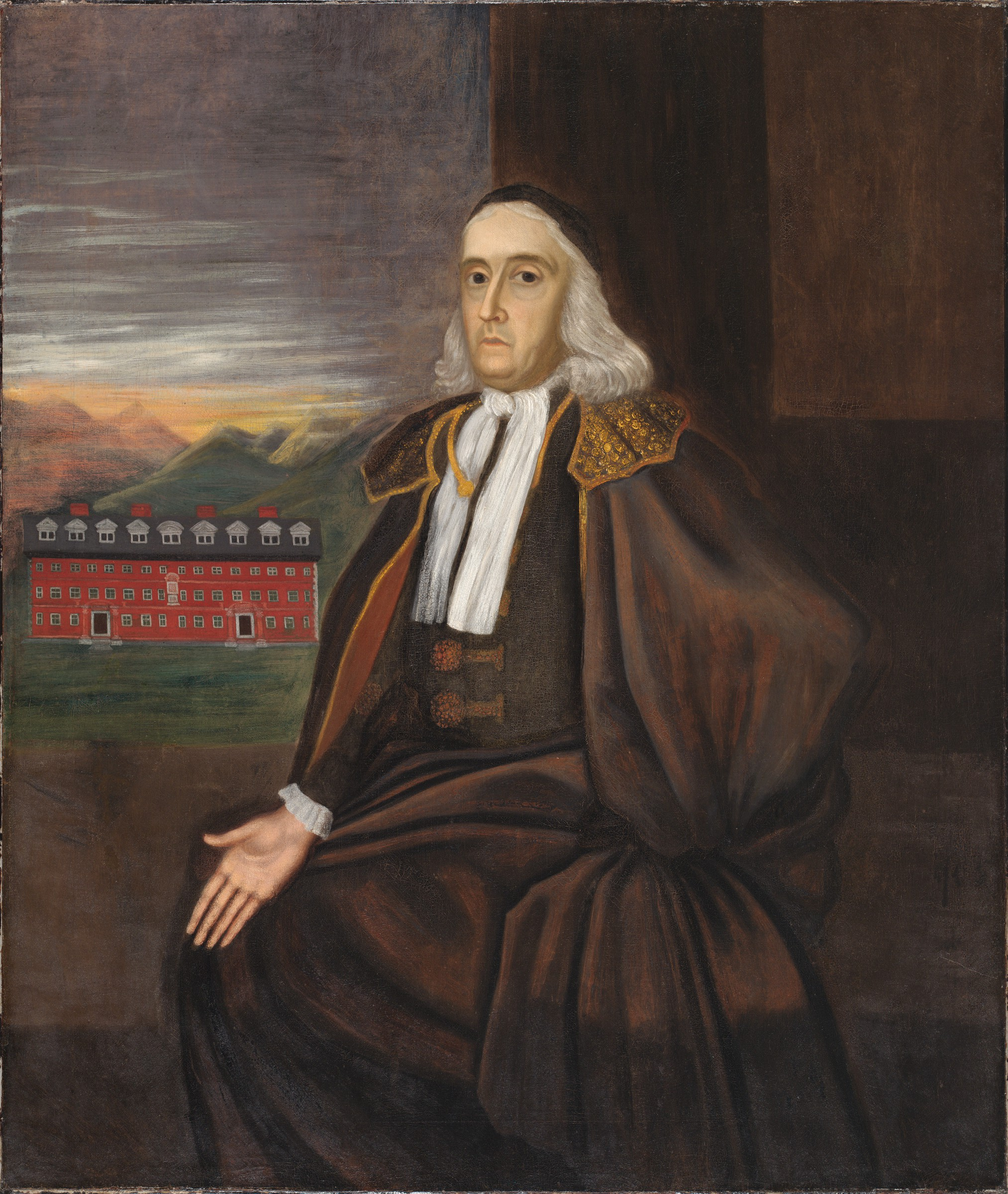
William Stoughton

Am 4. Januar 1693 begannen die Prozesse vor einem neuen Gericht in Salem unter Vorsitz von William Stoughton. Bei dreißig der Angeklagten wurde die Anklage verworfen, einige andere nicht einmal gehört. Elizabeth Johnson Sr. wurde freigesprochen, die Anklage gegen Elizabeth Johnson Jr. am 5. Januar 1693 zugelassen. Sie gehörte zu den drei schuldig gesprochenen Angeklagten und wurde am 11. Januar zum Tode verurteilt. Dass sie im Prozess auf unschuldig plädierte, lässt darauf schließen, dass sie ihr früheres Geständnis zurückgenommen hatte. Am 31. Januar 1693 wurden alle acht zum Tode Verurteilten – neben den drei aus Andover noch fünf aus Salem – von Gouverneur William Phips begnadigt. Phips äußerte sich später in einem Brief, der königliche Staatsanwalt Anthony Checkley der Massachusetts Bay Colony habe ihm mitgeteilt, dass auch die neuerlich Verurteilten unter ähnlichen Umständen verfolgt worden seien wie diejenigen, die man freigesprochen habe oder deren Anklagen man habe fallen lassen.
Als wegen eines Kapitalverbrechens Verurteilte hatte Elizabeth Johnson Jr. aber alle ihre Bürgerrechte verloren. Am 13. September 1710 reichte ihr Bruder Francis Johnson eine Petition auf Entschädigung ein und verlangte 3 Pfund für ihre Versorgung während der Haft. 1711 wurden die Urteile gegen die meisten Verurteilten der Hexenprozesse, darunter etwa die am 19. August 1692 hingerichtete Martha Carrier, annulliert. Auch die Verurteilungen ihrer Mitverurteilten wurden aufgehoben. Elizabeth Johnson Jr. war in diesen Rechtsakt aber nicht eingeschlossen worden und petitionierte am 19. Februar 1711/12, ohne dass darauf eingegangen worden wäre. Als sie am 3. Januar 1747 unverheiratet starb, hatte das Urteil gegen sie noch Bestand. Ebenso waren sechs weitere Urteile noch nicht aufgehoben worden, allesamt von Hingerichteten wie Ann Pudeator. Da Elizabeth Johnson Jr. aber 1709 und 1716 vom Vater ererbtes Land verkaufen konnte, galt sie auch nicht, wie bei Todesurteilen sonst üblich, als juristisch tot. Auch wenn ihr Urteil formal nicht aufgehoben worden war, scheinen die Gerichte davon ausgegangen zu sein, dass dies nicht notwendig sei.

## Nachleben: Kampagne zur Rehabilitierung
Im Jahr 1957 räumte der Bundesstaat Massachusetts im Fall der 1692 hingerichteten Ann Pudeator Rechtsfehler ein. Für die übrigen hingerichteten Verdächtigen, die nicht in die Aufhebung der Verurteilungen aus dem frühen achtzehnten Jahrhundert einbezogen worden waren, wurde Ähnliches 2001 beschlossen. Elizabeth Johnson Jr. war aber auch dabei übersehen worden, vermutlich, weil sie nicht hingerichtet worden war.
Bei seinen Recherchen zur Hexenverfolgung in Andover war dies dem Historiker Richard Hite aufgefallen. Gemeinsam mit Carol Majahad von der North Andover Historical Society und der Sozialkunde-Lehrerin Carolyn LaPierre entwickelte er ein Programm mit Schülern und Schülerinnen der 8. Klasse der North Andover Middle School, die zwischen 2020 und 2021 den Fall recherchierten. Die Schüler waren auch an der Recherche und Ausarbeitung eines Gesetzentwurfs beteiligt, der den Schuldspruch Elizabeth Johnson Jrs. aufheben sollte. Der von Senatorin Diana DiZoglio eingebrachte Gesetzentwurf S. 1016 sollte die Beschlüsse von 1957 und 2001 um den Namen Elizabeth Johnsons ergänzen. Am 26. Mai 2022 verabschiedete der Senat des Bundesstaates Massachusetts den entsprechenden Änderungsantrag 842 zur Aufhebung des Urteils von Elizabeth Johnson Jr. Am 28. Juli 2022 wurde die Gesetzesänderung durch Gouverneur Charlie Baker im Rahmen der Haushaltsverabschiedung unterzeichnet und damit in Kraft gesetzt. Elizabeth Johnson Jr. war die letzte Verurteilte der Hexenprozesse von 1692/93, deren Verurteilung aufgehoben wurde.